# Scheelite
La scheelite est une espèce minérale composée de tungstate de calcium de formule chimique CaWO4 avec des traces de Mo, Nb, Ta. Les cristaux peuvent atteindre 32 cm 

## Historique de la description et appellations

### Inventeur et étymologie
Décrite en 1821 par le minéralogiste Leonhard. Son nom a été donné en l'honneur du chimiste Carl Wilhelm Scheele par Abraham Gottlob Werner qui en avait fait une première description.
" A l'égard du nom générique, Werner a adopté celui de schéel, qui rappelle l'auteur des premières découvertes sur la véritable nature du minéral dont il s'agit ici, et je remarque que ce savant est le seul dont le nom ait été donné à une substance métallique, au lieu que les noms de toutes les autres ont été tirés de la mythologie ou de quelque propriété chimique. J'ajoute que jamais prérogative ne fut mieux méritée. Ce Schéele qui a fait faire de si grands pas à la science, était un homme simple et modeste, qui a vécu dans une sorte d'obscurité, et n'a été trahi que par ses importantes découvertes." René Just Haüy 

### Topotype
Mine de fer de Bispberg, Säter (comté de Dalécarlie, Suède).

## Occurrences
La scheelite se forme au contact de skarns, par métamorphique de contact hydrothermal à haute température au niveau de veines et d'intrusions plutoniques de greisen et, moins fréquemment, dans des pegmatites granitiques. La température et la pression de formation vont de 200 à 500 °C et de 200 à 1 500 bars.
Les minéraux associés sont typiquement la cassitérite, la wolframite, le topaze, la fluorine, l'apatite, la tourmaline, le quartz, la série grossulaire–andradite (des grenats), le diopside, la vésuvianite et la trémolite.

## Synonymie
- calcioscheelite (Wherry 1914) Nom suggéré par le chimiste Wherry pour désigner le groupe de la scheelite mais qui n'a pas été adopté[8].
- calciumwolframite [9].
- schéelin calcaire (Haüy 1803)[10].
- trimontite (Iwasa 1885) Espèce décrite par le  minéralogiste japonais Iwasa à partir d'échantillon de la mine de Sannotake, préfecture de Fukuoka Japon et déclassée comme synonyme de scheelite[11].
- tungstite (Delamétherie) Attention il existe bien une espèce minérale portant ce nom.

## Caractéristiques physico-chimiques

### Critères de reconnaissance
Fond difficilement, soluble dans HCl et HNO3. Luminescence bleue (se prospecte de nuit avec un éclairage sous UV courts), densité, dureté.

### Variétés
- cuproscheelite : Variété cuprifère de scheelite, initialement décrite à La Paz, Mun. de La Paz, Basse Californie, Mexique[12].
- seyrigite (Lacroix 1940) : Variété riche en molybdène de scheelite décrite par le minéralogiste français Alfred Lacroix, à Madagascar et nommée en l'honneur du directeur de la mine où elle fut trouvée, M. Seyrig[13].

### Cristallochimie
- Elle forme une série avec la powellite.
- Elle sert de chef de file à un groupe de minéraux isostructuraux qui porte son nom.

Le groupe de la Scheelite
Le groupe de la scheelite comprend des minéraux du système tétragonal de formule générique AXO4.
- A pouvant être un cation divalent (Ca, Pb)
- X le Mo ou W

Ce groupe comprend :
- Powellite Ca[MoO4]
- Raspite Pb[WO4]
- Scheelite Ca[WO4]
- Wulfénite Pb[MoO4]

### Cristallographie
- Paramètres de la maille conventionnelle : {\displaystyle a} = 5,242 Å, {\displaystyle c} = 11,372 Å ; Z = 4 ; V = 312,49 Å3
- Densité calculée = 6,12 g cm−3

## Gîtes et gisements

### Gîtologie et minéraux associés
GîtologiePegmatito-pneumatolitique, hydrothermale, métamorphisme de contact.
Minéraux associésapatite, cassitérite, fluorite, grossulaire, quartz, topaze, tourmalines, trémolite, vésuvianite, wolframite.

### Gisements remarquables
- Chine

Mine de Mianyang, Mianyang,  Préfecture de Mianyang, Province de Sichuan
- France

Carrière de talc de Trimouns, Luzenac, Ariège, Midi-Pyrénées 
- Madagascar

Mine d'Ampandrandava, Commune de Beraketa, District de Bekily, Région d'Androy, Province de Tuléar  pour la variété seyrigite.
- Suède

Mine de fer de Bispberg, Säter, Dalarna topotype

## Exploitation des gisements
UtilisationsMinerai de tungstène
Certains cristaux gemmes peuvent être taillés comme pierre fine.